# Oulches
Oulches és un municipi francès, situat al departament de l'Indre i a la regió de Centre – Vall del Loira. L'any 2007 tenia 407 habitants.

## Demografia

### Població
El 2007 la població de fet d'Oulches era de 407 persones. Hi havia 180 famílies, de les quals 60 eren unipersonals (20 homes vivint sols i 40 dones vivint soles), 64 parelles sense fills, 40 parelles amb fills i 16 famílies monoparentals amb fills.
La població ha evolucionat segons el següent gràfic:
Habitants censats

### Habitatges
El 2007 hi havia 319 habitatges, 182 eren l'habitatge principal de la família, 99 eren segones residències i 38 estaven desocupats. 314 eren cases i 2 eren apartaments. Dels 182 habitatges principals, 150 estaven ocupats pels seus propietaris, 31 estaven llogats i ocupats pels llogaters i 2 estaven cedits a títol gratuït; 3 tenien una cambra, 12 en tenien dues, 38 en tenien tres, 55 en tenien quatre i 75 en tenien cinc o més. 139 habitatges disposaven pel capbaix d'una plaça de pàrquing. A 86 habitatges hi havia un automòbil i a 73 n'hi havia dos o més.

### Piràmide de població
La piràmide de població per edats i sexe el 2009 era:
| Homes | Edats   | Dones |
| ----- | ------- | ----- |
| 0     | 95 o +  | 0     |
| 0     | 90 a 94 | 4     |
| 0     | 85 a 89 | 4     |
| 4     | 80 a 84 | 8     |
| 8     | 75 a 79 | 20    |
| 16    | 70 a 74 | 8     |
| 12    | 65 a 69 | 16    |
| 12    | 60 a 64 | 12    |
| 16    | 55 a 59 | 20    |
| 0     | 50 a 54 | 4     |
| 28    | 45 a 49 | 20    |
| 4     | 40 a 44 | 0     |
| 20    | 35 a 39 | 12    |
| 8     | 30 a 34 | 8     |
| 16    | 25 a 29 | 12    |
| 4     | 20 a 24 | 4     |
| 12    | 15 a 19 | 8     |
| 8     | 10 a 14 | 4     |
| 4     | 5 a 9   | 8     |
| 8     | 0 a 4   | 8     |

## Economia
El 2007 la població en edat de treballar era de 256 persones, 174 eren actives i 82 eren inactives. De les 174 persones actives 154 estaven ocupades (93 homes i 61 dones) i 20 estaven aturades (7 homes i 13 dones). De les 82 persones inactives 40 estaven jubilades, 12 estaven estudiant i 30 estaven classificades com a «altres inactius».

### Ingressos
El 2009 a Oulches hi havia 189 unitats fiscals que integraven 387 persones, la mediana anual d'ingressos fiscals per persona era de 14.251 €.

### Activitats econòmiques
Dels 9 establiments que hi havia el 2007, 1 era d'una empresa extractiva, 1 d'una empresa de fabricació d'altres productes industrials, 4 d'empreses de construcció, 1 d'una empresa de transport, 1 d'una empresa financera i 1 d'una empresa de serveis.
Dels 3 establiments de servei als particulars que hi havia el 2009, 1 era un paleta, 1 lampisteria i 1 electricista.
L'any 2000 a Oulches hi havia 18 explotacions agrícoles que ocupaven un total de 1.680 hectàrees.

## Equipaments sanitaris i escolars
El 2009 hi havia una escola elemental integrada dins d'un grup escolar amb les comunes properes formant una escola dispersa.

## Poblacions més properes
El següent diagrama mostra les poblacions més properes.